# Stan Lane
Pour les articles homonymes, voir Lane.
Wallace Stanfield Lane (né le 5 août 1953 à Greensboro) plus connu sous le nom de Stan Lane est un catcheur américain. Il commence sa carrière à la fin des années 1970 en Floride. Là-bas, il rencontre Steve Keirn (en) avec qui il va former l'équipe The Fabulous Ones. Ils quittent la Floride pour le Tennessee où ils travaillent pour la Continental Wrestling Association (CWA). À la fin des années 1980, il remplace Dennis Condrey (en) comme équipier de Bobby Eaton et forment The Midnight Express (en). 

## Jeunesse
Avant de devenir catcheur, Wallace Stanfield Lane vit en Floride à Myrtle Beach où il est sauveteur, responsable de la sécurité d'une boite de nuit et fait le room service à l'hôtel Hilton de la ville.

## Carrière de catcheur

### Débuts (1978-1982)
Stan Lane s'entraîne auprès de Ric Flair quand ce dernier est en Floride. Il commence sa carrière le 29 décembre 1978 et devient l'équipier de Bryan St. John à la Championship Wrestling from Florida. Ils remportent le championnat de Floride par équipes de la National Wrestling Alliance (NWA) le 30 octobre 1979 après leur victoire face à Ray Stevens (en) et Eddie Graham qui remplace son fils Mike (en). Ils divent rendre leur titre le 6 novembre après un match face à Mr. Hito (en) et Mr. Sakurada qui se termine sur un no contest. Ils sont à nouveau champion le 25 novembre après leur victoire face à Mike Graham et Steve Keirn (en).
Jack Brisco (en) et Jim Garvin mettent fin à leur règne le 10 mars 1980, Lane et Bryan St. John parviennent à les vaincre le 1er mai. Jack Brisco change d'équipier et s'allie avec son frère Jerry et battent Lane et St. John le 22 juin. En septembre, il part en Géorgie où il travaille à la Georgia Championship Wrestling et ajoute à son palmarès le championnat poids lourd junior de Géorgie de la National Wrestling Alliance le 3 septembre après sa victoire face à Kevin Sullivan. Sullivan récupère ce titre en janvier 1981.

## Palmarès
- Championship Wrestling from Florida
  - 3 fois champion de Floride par équipes de la National Wrestling Alliance (NWA) avec Bryan St. John[5]
  - 2 fois champion des États-Unis par équipes de la National Wrestling Alliance (NWA) (version Floride) avec Steve Keirn (en)[8]
- Continental Wrestling Association (CWA)
  - 3 fois champion du monde par équipes de la CWA avec Steve Keirn (en)[9]
  - 16 fois champion du Sud par équipes de l'American Wrestling Association (AWA)[a] avec Sweet Brown Sugar (1 fois), Ron Bass (en) (1 fois) et Steve Keirn (en) (14 fois)[10]
- Georgia Championship Wrestling
  - 1 fois champion de Géorgie poids lourd junior de la National Wrestling Alliance (NWA)[7]
- Mid-Atlantic Championship Wrestling (en)
  - 2 fois champion des États-Unis par équipes de la National Wrestling Alliance (NWA) avec Bobby Eaton[11]
  - 1 fois champion du monde par équipes de la National Wrestling Alliance (NWA) (version Mid-Atlantic) avec Bobby Eaton[12]
- Smoky Mountain Wrestling (SMW)
  - 5 fois champion par équipes de la SMW avec Tom Prichard[13]
- Southeast Championship Wrestling
  - 3 fois champion des États-Unis poids lourd junior de la National Wrestling Alliance (NWA)[14]
- United States Wrestling Association (USWA)
  - 1 fois champion du monde par équipes de l'USWA avec Steve Keirn (en)[15]
- World Championship Wrestling (WCW)
  - 1 fois champion des États-Unis par équipes de la WCW avec Bobby Eaton[11]

## Récompenses des magazines
- Pro Wrestling Illustrated
  - 3e équipe de l'année en 1984 avec Steve Keirn (en)[16]
  - Équipe de l'année 1987 avec Bobby Eaton[17]
  - 2e équipe de l'année en 1988 avec Bobby Eaton[18]
  - 4e équipe de l'année en 1993 avec Tom Prichard[19]

| Année | 1991 | 1992 | 1993 | 1994       | 1995 |
| ----- | ---- | ---- | ---- | ---------- | ---- |
| Rang  | 61   | 51   | 155  | Non classé | 423  |

- Wrestling Observer Newsletter
  - Équipe de l'année 1987 avec Bobby Eaton[21]
  - Équipe de l'année 1988 avec Bobby Eaton[22]
  - Rivalité de l'année en 1988 avec Bobby Eaton contre Bobby Fulton (en) et Tommy Rogers (en)[22]

| # | Résultat | Adversaire                                                                 | Évènement                             | Date       | Durée | Lieu                                  | Notes                                                                                 |
| - | -------- | -------------------------------------------------------------------------- | ------------------------------------- | ---------- | ----- | ------------------------------------- | ------------------------------------------------------------------------------------- |
| 1 | Défaite  | Brian Lee, Jimmy Golden (en), Ricky Morton, Robert Fuller et Robert Gibson | SMW Volunteer Slam II: Rage in a Cage | 9 mai 1993 | 23:40 | James White Civic Coliseum, Knoxville | Lane fait équipe avec Kevin Sullivan, Killer Kyle (en), The Tazmaniac et Tom Prichard |